# Herb Bujakowa

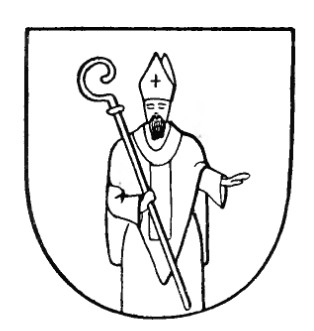
Herb Bujakowa według M. Gumowskiego

Herb Bujakowa, do 1994 roku samodzielniej gminy wiejskiej, a obecnie sołectwa miasta Mikołów, przedstawia postać świętego Mikołaja, który jest patronem miejscowego kościoła.
Marian Gumowski opisał dwie pieczęcie Bujakowa z herbem - święty jest przedstawiony jako biskup, ubrany w szaty pontyfikalne, z pastorałem w prawej ręce i z infułą na głowie. Pierwsza pieczęć pochodzi z 1875 i posiada napis GEMEINDE BUJAKOW / KREIS ZABRZE. Druga pieczęć posiada już napis polski: GMINA BUJAKÓW / POWIAT RYBNICKI. Według M. Gumowskiego biskup powinien mieć białe szaty, złotą infułę i pastorał, natomiast tło herbu barwę niebieską. Takie kolory występują m.in. na oficjalnej stronie miejskiej Mikołowa.